# Kristinehamns Mekaniska Werkstad

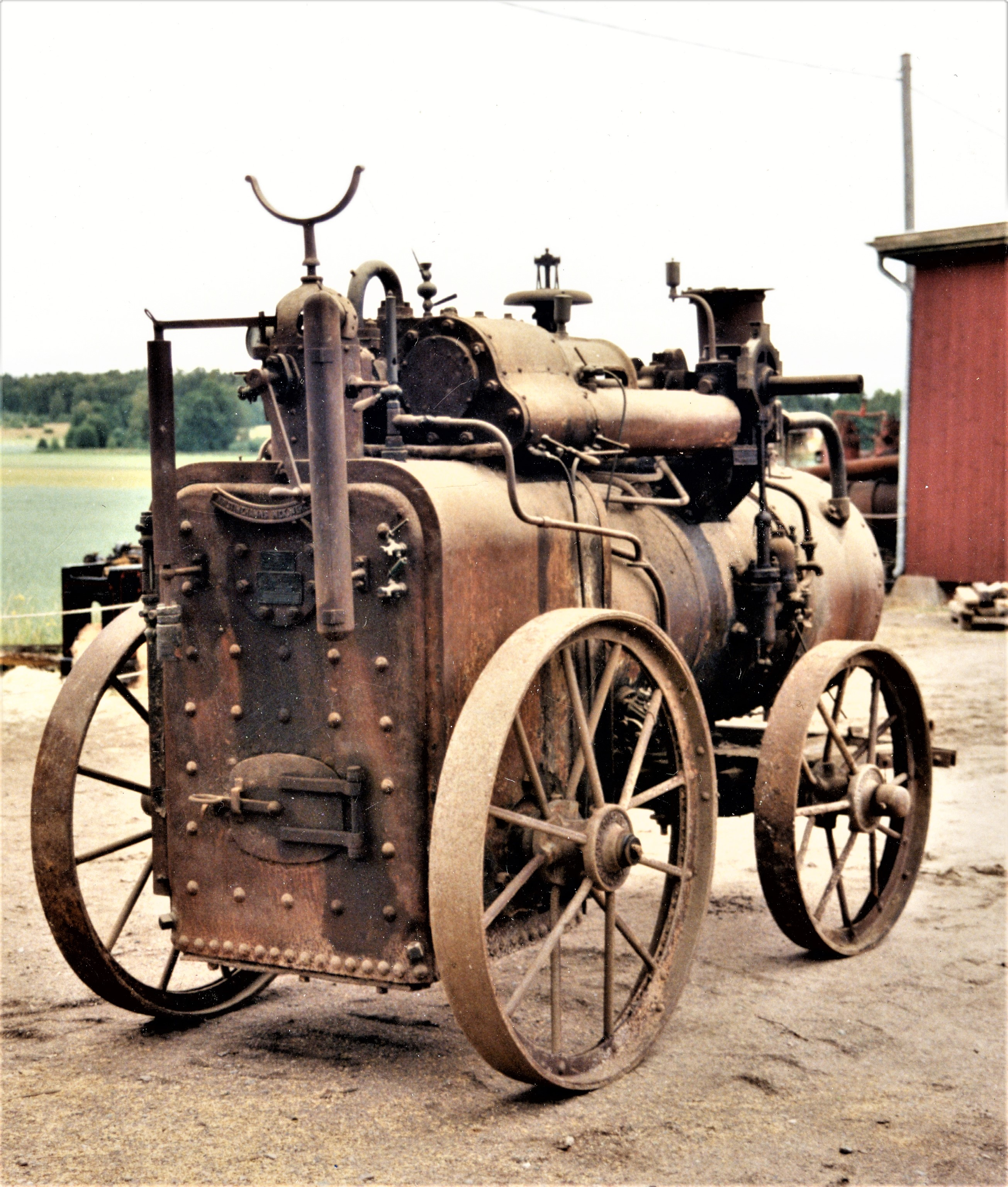
Ånglokomobil tillverkad vid Kristinehamns Mek Verk. 1885. Vid Rubens Maskinhistoriska Samlingar, Götene

Kristinehamns Mekaniska Werkstad (KMW) grundades 1859 som Christinehamns Jernvägs Mekaniska Werkstad. Tillverkningen var i början inriktad på lok och järnvägsvagnar. Tillverkningen av Ånglokomobiler sker 1878-1897.  År 1897 övertogs företaget av Karlstads Mekaniska Werkstad, som 1902 förlade sin tillverkning av vattenturbiner till verkstaden i Kristinehamn. Senare tillkom även tillverkning av fartygspropellrar (KaMeWa-propellrar). Dessa blev revolutionerande för bland annat mindre minsvepare och gasturbindrivna torpedbåtar genom hydrauliskt manövrerbara propellerblad.
Känt i folkmun som Kristinehamns mustiga werkstad.